# زينب ساق الله
زينب ساق الله (1930-2024) هي ناشطة ومناضلة فلسطينية من مواليد مدينة يافا. أكملت تعليمها الإبتدائي والإعدادي في يافا ومرحلة الثانوية في كلية دار المعلمات بالقدس، مع إندلاع النكبة شُردت مع عائلتها إلى غزة.

## سيرتها
كانت تعمل معلمة متطوعة في مدرسة حي الرمال بغزة ومن ثم معلمة في مدارس وكالة الغوث "أونروا"، ثم مديرة لمدرسة الوكالة في مخيم البريج وبعد فترة قصيرة ذهبت إلى الكويت وعملت في التدريس وأصبحت مديرة مدرسة، في عام 1970 تركت عملها في الكويت وعادت إلى غزة لكن سلطات الإحتلال إستدعتها للتحقيق وسلمتها قراراً بالإبعاد مما دفعها إلى مغادرة البلاد والتوجه إلى لبنان. اكملت دراستها في بيروت وحصلت على شهادة البكالوريوس من جامعة بيروت العربية، ثم نالت درجة الماجستير من الجامعة الأمريكية في بيروت وشغلت منصب مدير مكتب الخدمات الجامعية هناك، عملت في مراجعة وتحرير الكتب بالعديد من دور النشر، بالإضافة إلى عملها في قسم التحرير ضمن الموسوعة الفلسطينية بمركز الأبحاث الفلسطيني. شاركت كعضو في المؤتمر التأسيسي الأول للمجلس الوطني الفلسطيني الذي انعقد في القدس عام 1964 وشاركت في دورتيه الثانية والثالثة.
في 14 مايو 2022 كرّم الرئيس محمود عباس الراحلة زينب بمنحها ميدالية الإنجاز وذلك تقديراً لدورها النضالي والوطني البارز في الدفاع عن وطنها وشعبها ولإسهامها الكبير في منظمة التحرير الفلسطينية.